# Laços de Família
Laços de Família (tạm dịch: Quan hệ gia đình) là một bộ phim truyền hình thuộc thể loại telenovela của hãng truyền hình Rede Globo.

## Ê-kíp
- Phục trang: Yurika Yamasaki
- Kỹ xảo hình ảnh: Paula Souto

## Cast
- Vera Fischer - Helena Lacerda
- Carolina Dieckmann - Camila Lacerda Ferreira
- Deborah Secco - Íris Frank Lacerda Mendes
- Reynaldo Gianecchini - Edu (Eduardo de Albuquerque Monteiro Fernandes)
- José Mayer - Pedro Marcondes Mendes
- Tony Ramos - Miguel Soriano
- Marieta Severo - Alma Flora Pirajá de Albuquerque
- Giovanna Antonelli - Capitu
- Luigi Baricelli - Fred (Frederico Lacerda Ferreira)
- Regiane Alves - Clara Ferreira
- Júlia Almeida - Estela de Albuquerque Monteiro Fernandes
- Alexandre Borges - Danilo
- Helena Ranaldi - Cíntia
- Lília Cabral - Ingrid Frank Lacerda
- Soraya Ravenle - Yvete
- Zé Victor Castiel - Viriato
- Carla Diaz - Rachel
- Flávio Silvino - Paulo Soriano
- Júlia Feldens - Ciça Soriano
- Leonardo Villar - Paschoal
- Paulo Zulu - Romeo
- Walderez de Barros - Ema
- Thalma de Freitas - Zilda
- Daniel Boaventura - Alex
- Umberto Magnani - Eládio
- Marly Bueno - Olívia
- Paulo Figueiredo - Rodrigo
- Xuxa Lopes - Glória Azambuja
- Juliana Silveira - Patty
- Beatriz Lyra - Cleyde
- Yara Lins - Nilda Soriano
- André Valli - Onofre
- Cléa Simões - Irene
- Henri Pagnoncelli - Orlando
- Monique Curi - Antônia
- Cynthia Benini - Isabel
- Juliana Paes - Rita
- Fernando Torres - Alécio Lacerda
- Eliete Cigarini - Sílvia Mendes
- Lavínia Vlasak - Luíza
- Max Fercondini - Fábio
- Xando Graça - ?
- Alby Ramos - Bira